# Diego Morales
Diego Adán Morales (* 11. Dezember 1979 in Tijuana) ist ein ehemaliger mexikanischer Boxer im Superfliegengewicht.

## Profikarriere
1996 begann Morales seine Profikarriere. Am 7. Juni 1999 boxte er gegen Víctor Godoi um den Weltmeistertitel des Verbandes WBO und siegte durch Aufgabe in Runde 11. Noch im selben Jahr verteidigte er diesen Titel gegen Ysaias Zamudio durch technischen K. o. in Runde 9 und verlor ihn an Adonis Rivas einstimmig nach Punkten.
2007 beendete Morales nach 37 Siegen bei zwei Niederlagen seine Karriere.